# Stuck on You (엘비스 프레슬리의 노래)
〈Stuck on You〉는 미군에서 제대한 이래 엘비스 프레슬리가 발매한 최초의 히트 싱글이다. 1960년 3월경 녹음, 금주에 발표했다. 1960년 빌보드 핫 100 1위를 달성, 프레슬리의 1960년대 첫 1위 싱글 겸 통산 13번째 1위 싱글이 되었다. R&B 차트에서는 최고 6위. 퍼시 페이스의 〈Theme from A Summer Place〉가 점령한 1위를 탈취하고 9주간 지속했다. 영국에서는 최고 3위였다. 아론 슈로더와 J. 레슬리 맥퍼랜드가 작곡했으며 엘비스 프레슬리 전속 배급사 글레디스 뮤직이 배급했다.
뉴질랜드 및 각국에서는 특수 표지가 사용됐다. RCA 로고가 상단 좌측에 각인되고 45 R.P.M.이 좌측에 표시되어 있다. 상단 우측에는 대문자로 "ELVIS"가 새겨져 있으며 하단 좌측에는 "전 세계 50,000,000여명 팬들을 위한 엘비스의 새로운 1위 음원(Elvis' 1st new recording for his 50,000,000 fans all over the world)"이라는 문구가 있다.